# Grzegorz Brudko
Grzegorz Brudko, właśc. Mirosław Grzegorz Brudko (ur. 11 maja 1938 w Warszawie, zm. 10 stycznia 1996) – polski bandżysta, kompozytor, aranżer oraz autor tekstów piosenek.
Ukończył studia na Wydziale Architektury Politechniki Warszawskiej. Nie jest absolwentem żadnej szkoły muzycznej. Grę na banjo oraz techniki kompozytorskie opanował samodzielnie.

## Kariera muzyczna
Jako bandżysta zadebiutował już w czasie studiów, grając w jazzowych zespołach akademickich Medicus, Real Jazz Band oraz Beat back Step Jazz. Były to grupy specjalizujące się w muzyce dixielandowej.
Najbardziej kojarzony jest z grupą Hagaw, której był założycielem. Grał w niej na banjo, a także był kierownikiem muzycznym tego zespołu (1964–1979).
W 1979 roku miał poważną kontuzję ręki, wskutek czego musiał zrezygnować z kariery instrumentalnej. Nie rozstał się jednak z muzyką – nadal komponował i właśnie na tej twórczości się skoncentrował. Pisał dla zespołów, solistów oraz dla potrzeb filmu. Tworzył też aranżacje.
Współpracował stale z grupą Hagaw, a także z Krystyną Giżowską, Wojciechem Rajewskim i Andrzejem Rosiewiczem. Jest współautorem znanej piosenki Samba wanna blues oraz autorem tekstu piosenki My tańczymy jak brat z siostrą (wykonywanych przez Andrzeja Rosiewicza).

## Dyskografia
- 1967 Asocjacja Hagaw: Do You Love Hagaw? (LP, Muza SXL-0388)
- 1970 Andrzej Rosiewicz: Asocjacja Hagaw i Andrzej Rosiewicz (LP, Muza SXL-0699)
- 1975 Andrzej Rosiewicz: Asocjacja Hagaw & Andrzej Rosiewicz (LP, Muza SX-1244)
- 1977 Asocjacja Hagaw: Asocjacja Hagaw, Andrzej Rosiewicz, Ewa Olszewska (LP, Muza SX-1490)
- 1980 Andrzej Rosiewicz: UFO – Żniwo (LP, Pronit SLP-4005/6)

## Wybrane kompozycje

### Piosenki
- Bo ten demon charleston
- Cichutko płaczę
- Dziś tutaj na tej pryczy
- Hallo, Mr Gatsby
- Moje wcielenie kulinarne
- Nie męcz mnie
- Samba wanna blues
- Traktat o niezdecydowanej

### Muzyka filmowa
- 1976 Na każde wezwanie (reż. Leszek Komorowski)[1]
- 1977 Klaustrofobia (reż. Janusz Połom)[2]

### Utwory instrumentalne
- Będę gangsterem
- Blaszany charleston
- Knur – stworzątko boże
- Na otomanie tańcząc jazz
- Pamiętnik pewnego impertynenta
- Serce kochanka
- Szewc kowala buch przez łeb
- Taniec z czasów Górnego